# Faurea

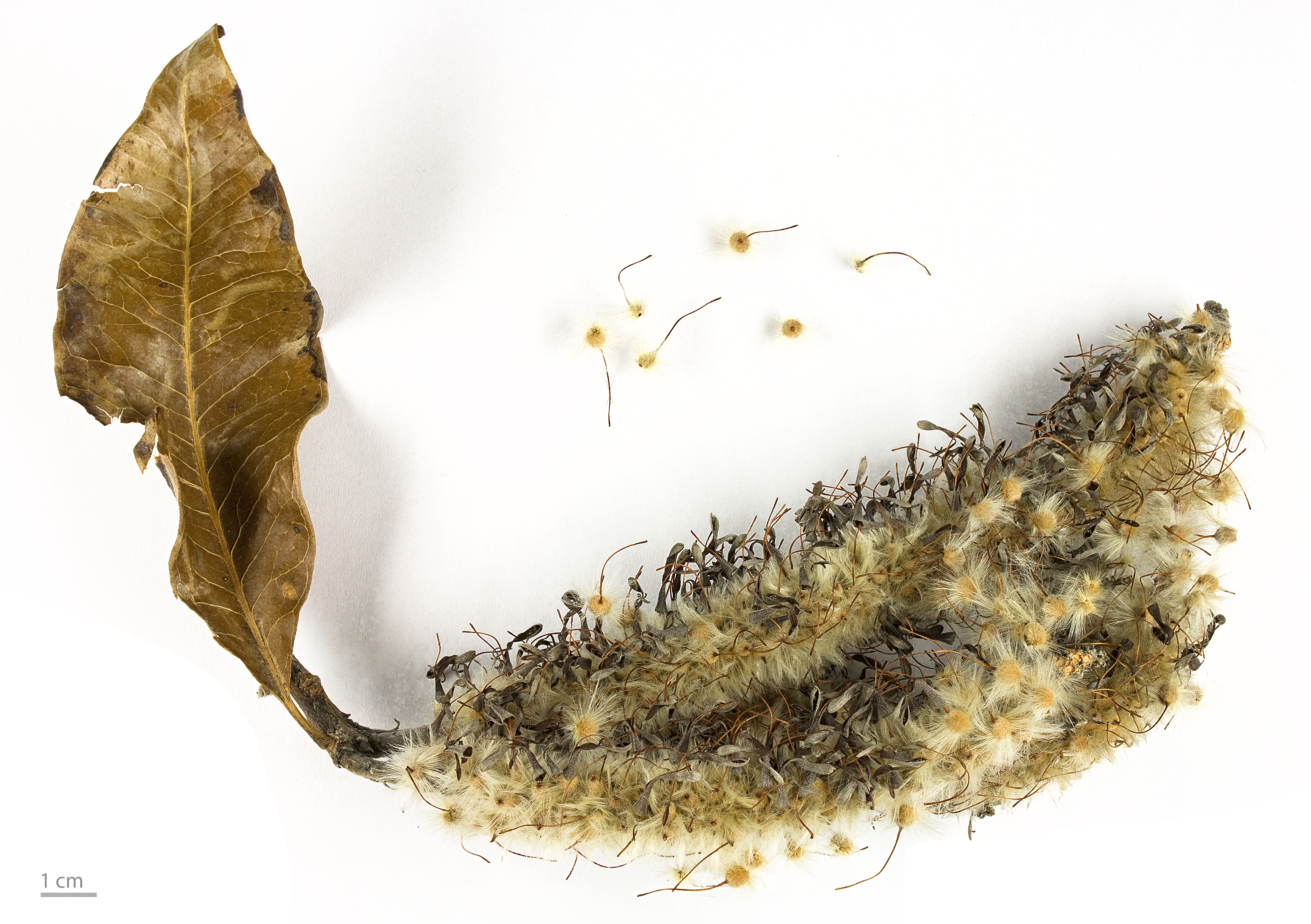
Faurea rochetiana

Faurea es un género de árboles perteneciente a la familia Proteaceae. Es endémica de  Madagascar. 

## Taxonomía
Faurea fue descrito por William Henry Harvey y publicado en London Journal of Botany 6: 373, t. 15. 1847. La especie tipo es: Faurea saligna Harv.  

## Especies aceptadas
A continuación se brinda un listado de las especies del género Faurea aceptadas hasta abril de 2012, ordenadas alfabéticamente. Para cada una se indica el nombre binomial seguido del autor, abreviado según las convenciones y usos.
- Faurea arborea Engl.
- Faurea argentea Hutch.
- Faurea coriacea Marner
- Faurea delevoyi De Wild.
- Faurea discolor Welw.
- Faurea forficuliflora Baker
- Faurea galpinii E.Phillips
- Faurea intermedia Engl. & Gilg
- Faurea lucida De Wild.
- Faurea macnaughtonii E.Phillips
- Faurea racemosa Farmar
- Faurea rochetiana (A.Rich.) Chiov. ex Pic.Serm.
- Faurea rubriflora Marner
- Faurea saligna Harv.
- Faurea wentzeliana Engl.